# Andelain
Andelain ist eine französische Gemeinde mit 211 Einwohnern (Stand: 1. Januar 2022) im Département Aisne in der Region Hauts-de-France (vor 2016 Picardie). Sie gehört zum Arrondissement Laon, zum Kanton Tergnier und zum Gemeindeverband Chauny-Tergnier-La Fère. Die Bewohner werden Andelainois und Andelainoises genannt.

## Geografie
Die Gemeinde Andelain liegt am Nordrand des Höhenzuges Chemin des Dames an der Oise, 22 Kilometer nordwestlich von Laon. Umgeben wird Andelain von den Nachbargemeinden Charmes im Nordosten, Bertaucourt-Epourdon im Osten und Südosten, Deuillet im Südwesten Beautor, im Westen sowie La Fère im Nordwesten.

## Bevölkerungsentwicklung
| Jahr                       | 1962 | 1968 | 1975 | 1982 | 1990 | 1999 | 2006 | 2014 | 2021 |
| Einwohner                  | 167  | 168  | 157  | 160  | 163  | 159  | 172  | 218  | 212  |
| Quellen: Cassini und INSEE |      |      |      |      |      |      |      |      |      |

## Sehenswürdigkeiten
- Kirche Saint-Denis, erbaut zwischen dem 15. und 16. Jahrhundert, erlitt beträchtliche Schäden während des Ersten Weltkriegs, seit 1921 als Monument historique klassifiziert[1]
- Calvaire
- Park des Schlosses Maguin mit Taubenschlag

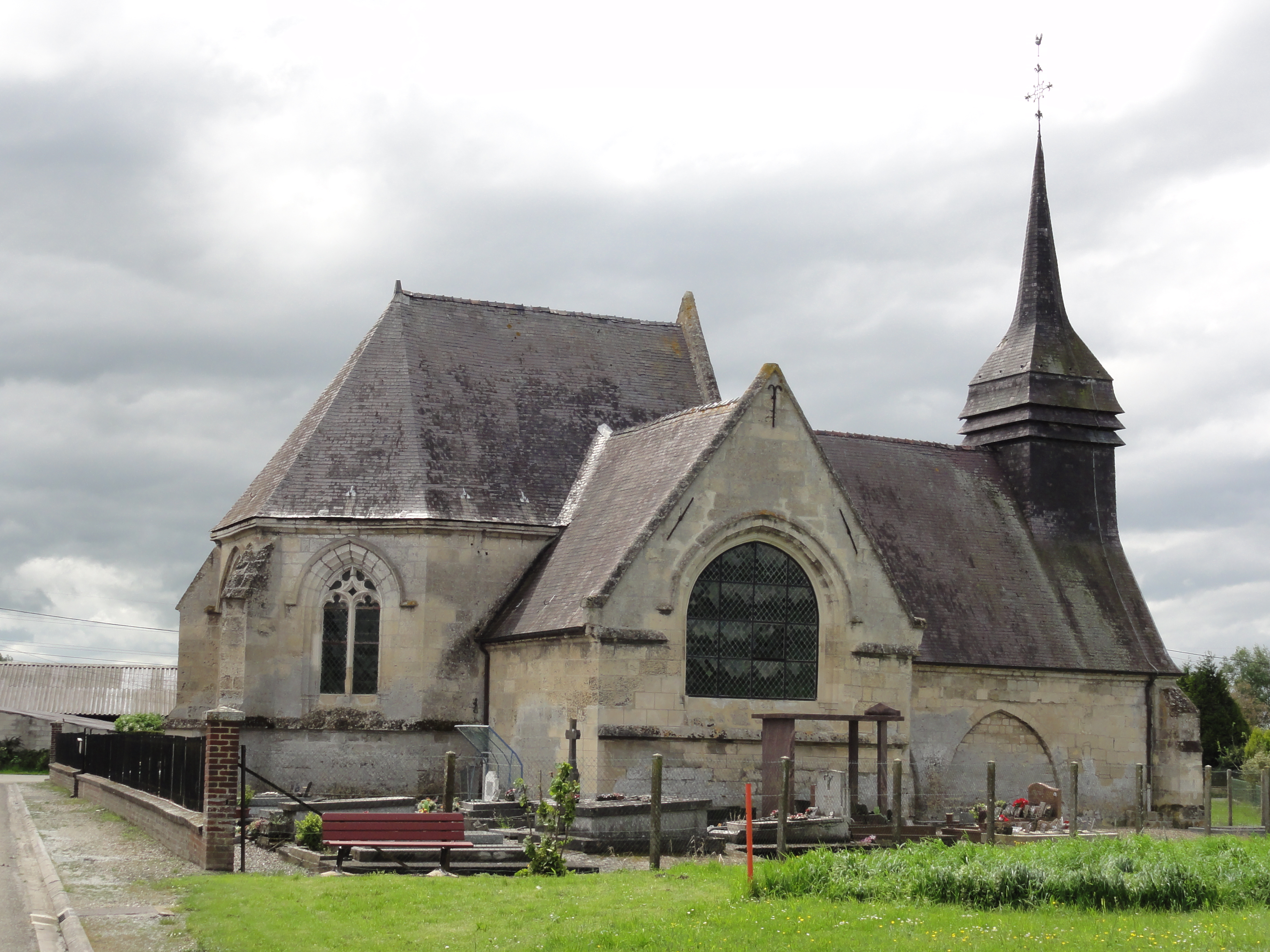
Kirche Saint-Denis
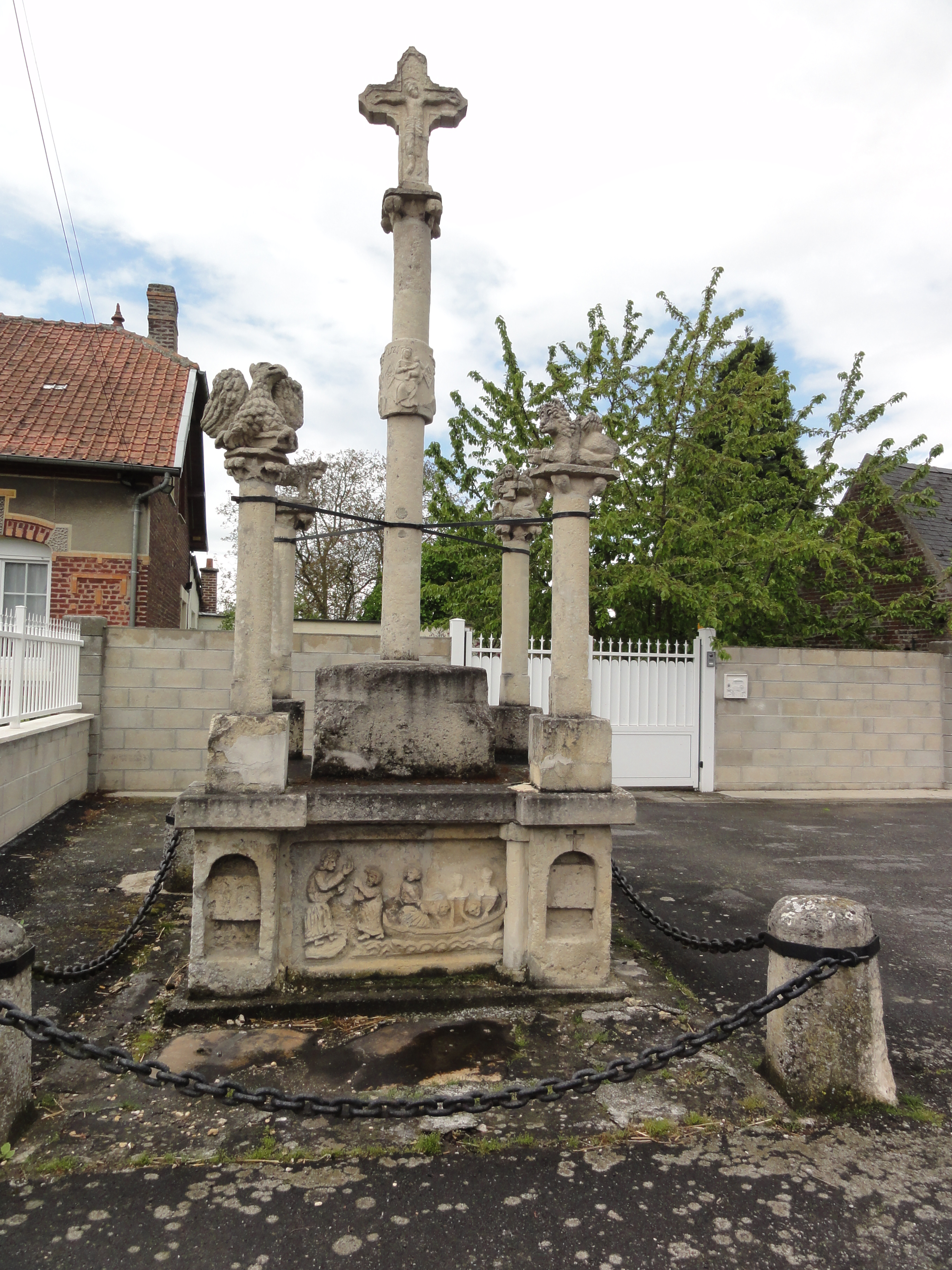
Calvaire
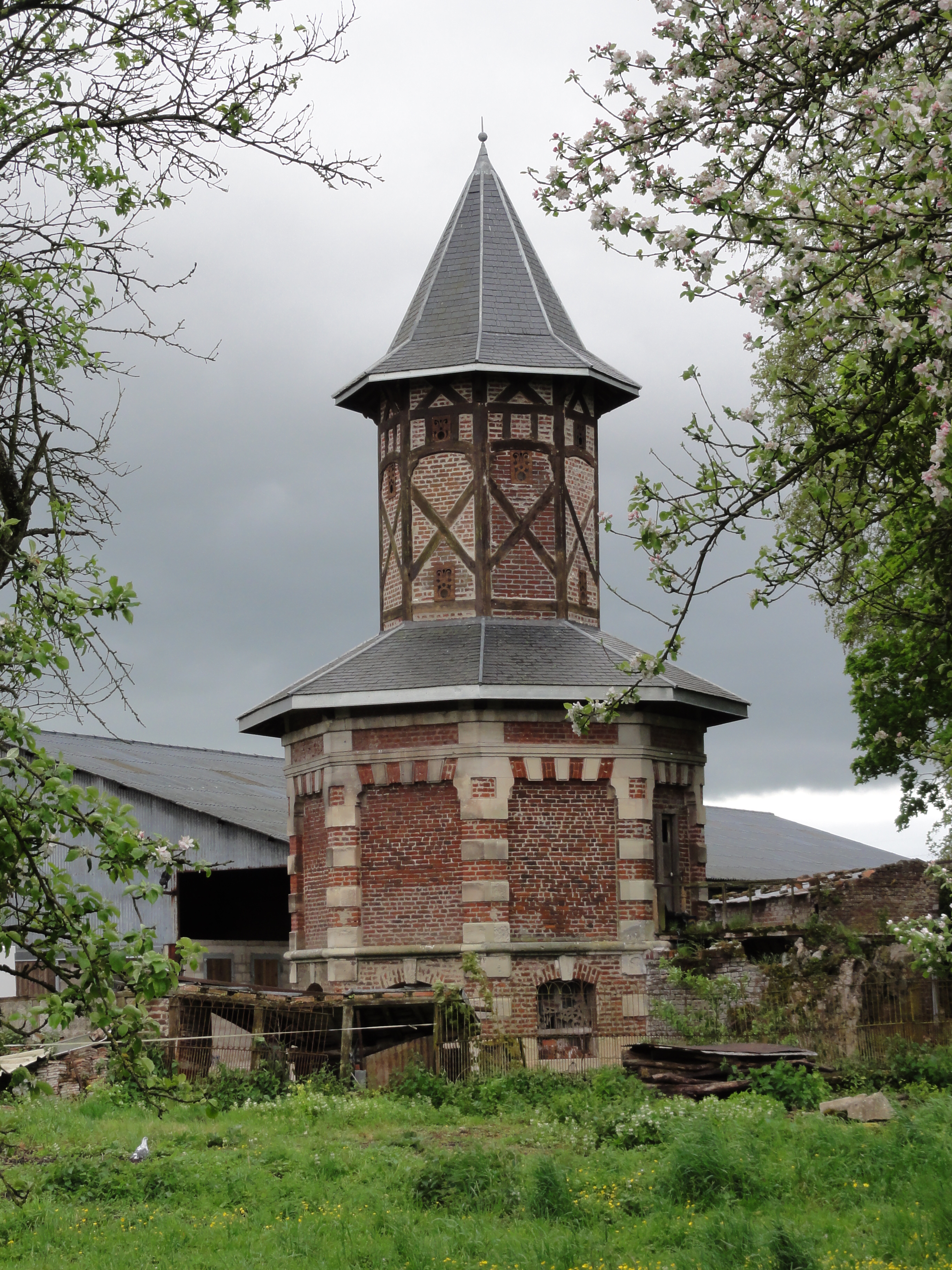
Taubenturm
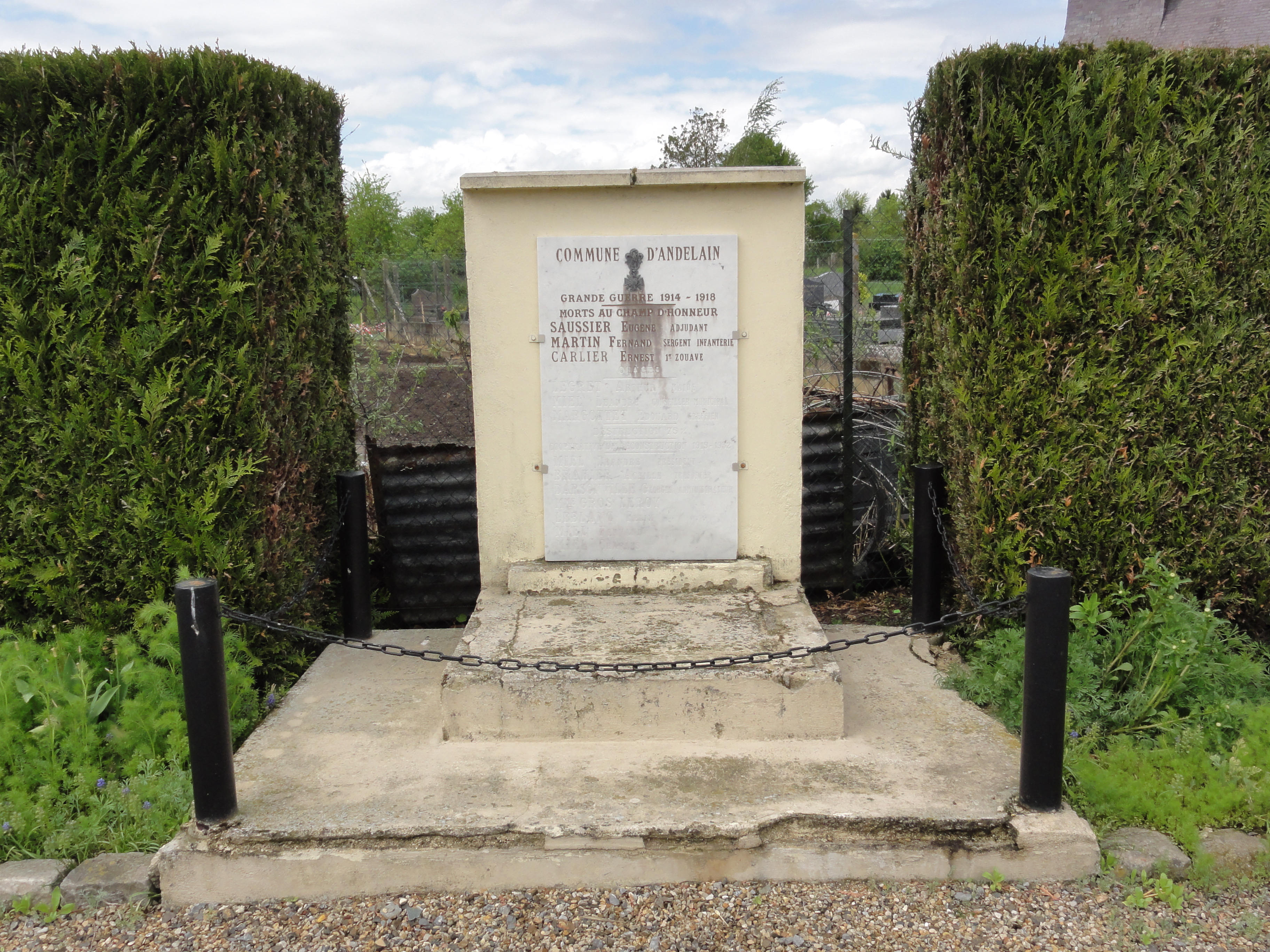
Gefallenendenkmal